# Mlečice

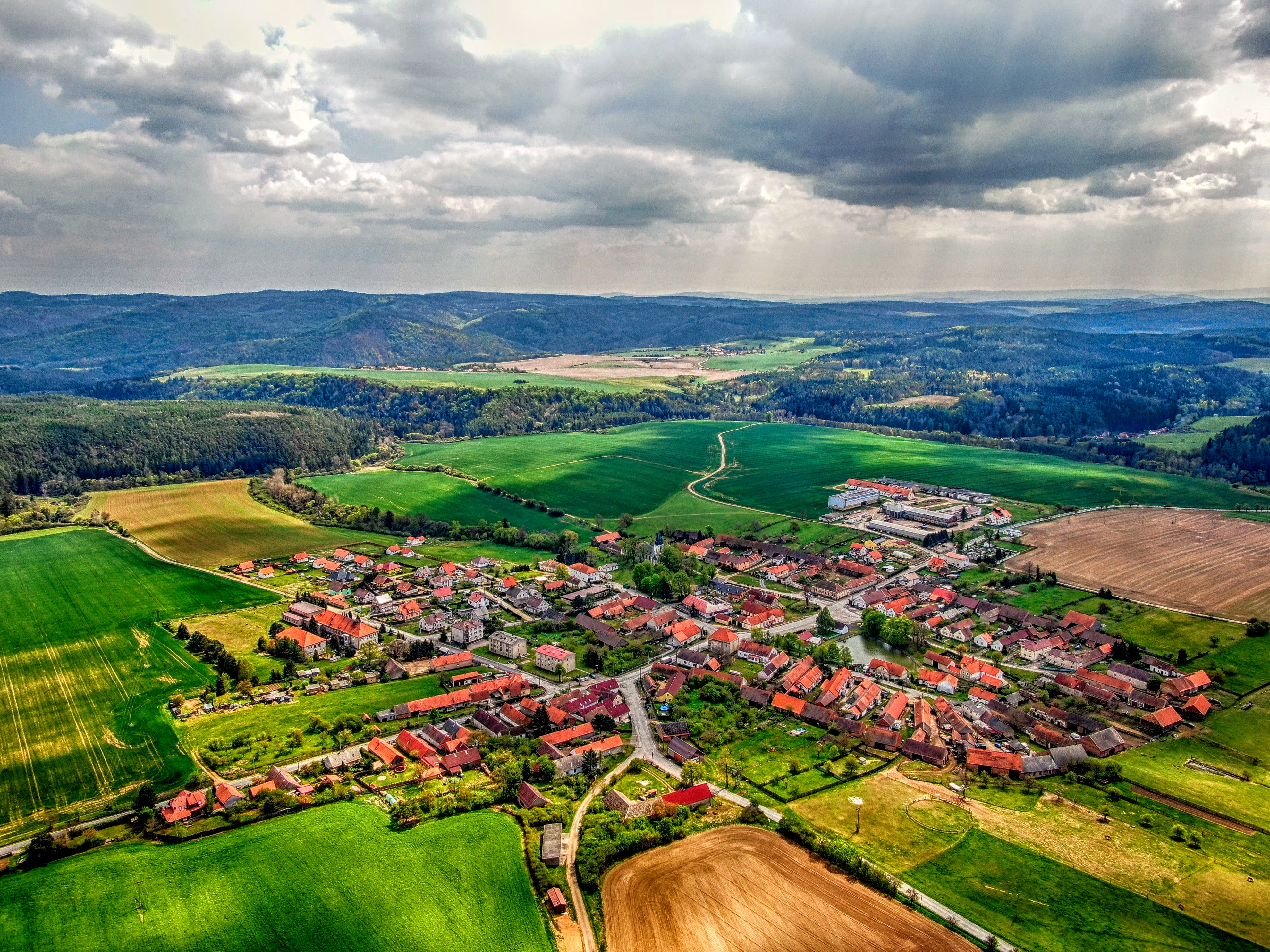
Luftaufnahme von Mlečice

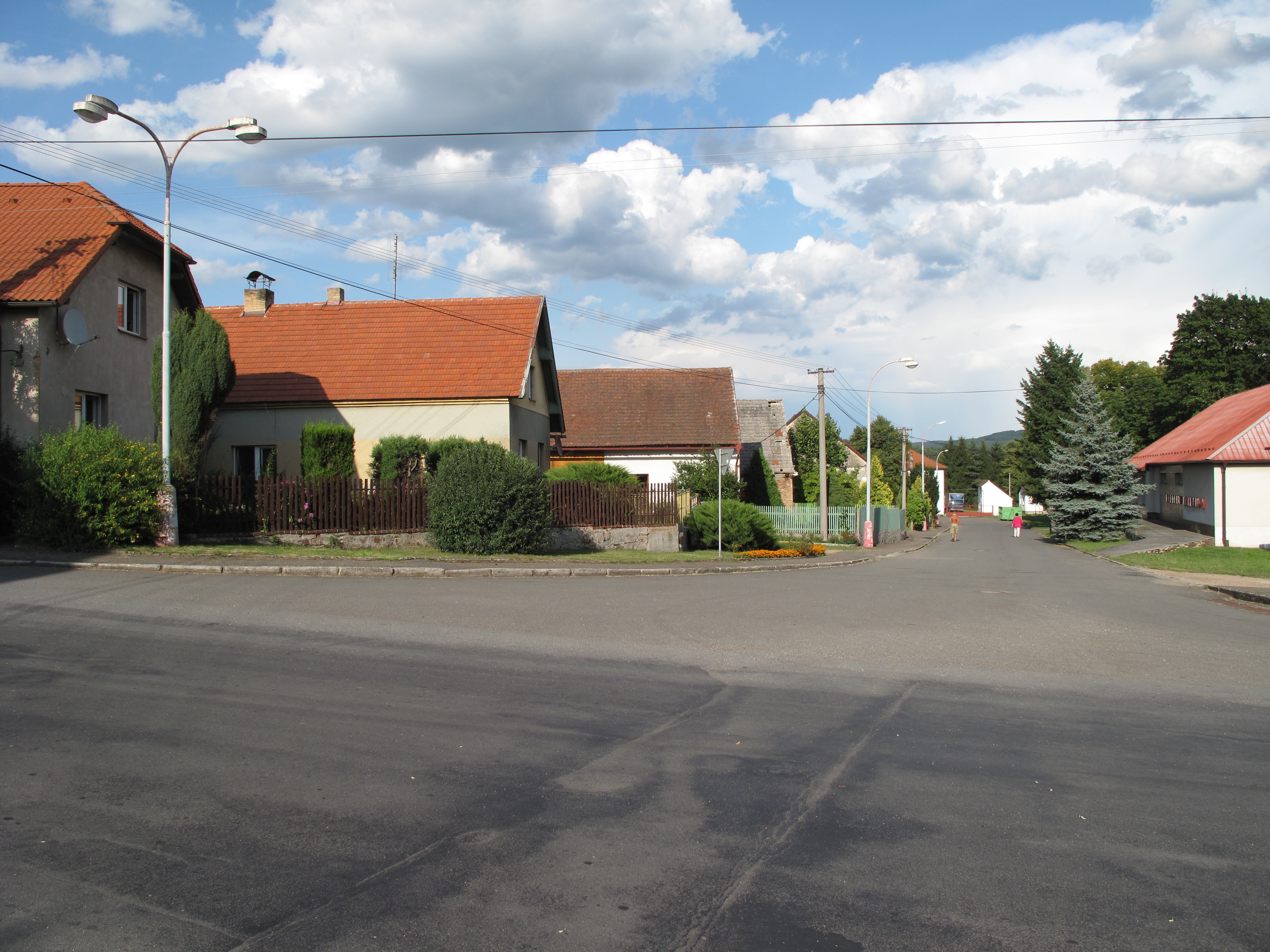
Dorfplatz von Mlečice

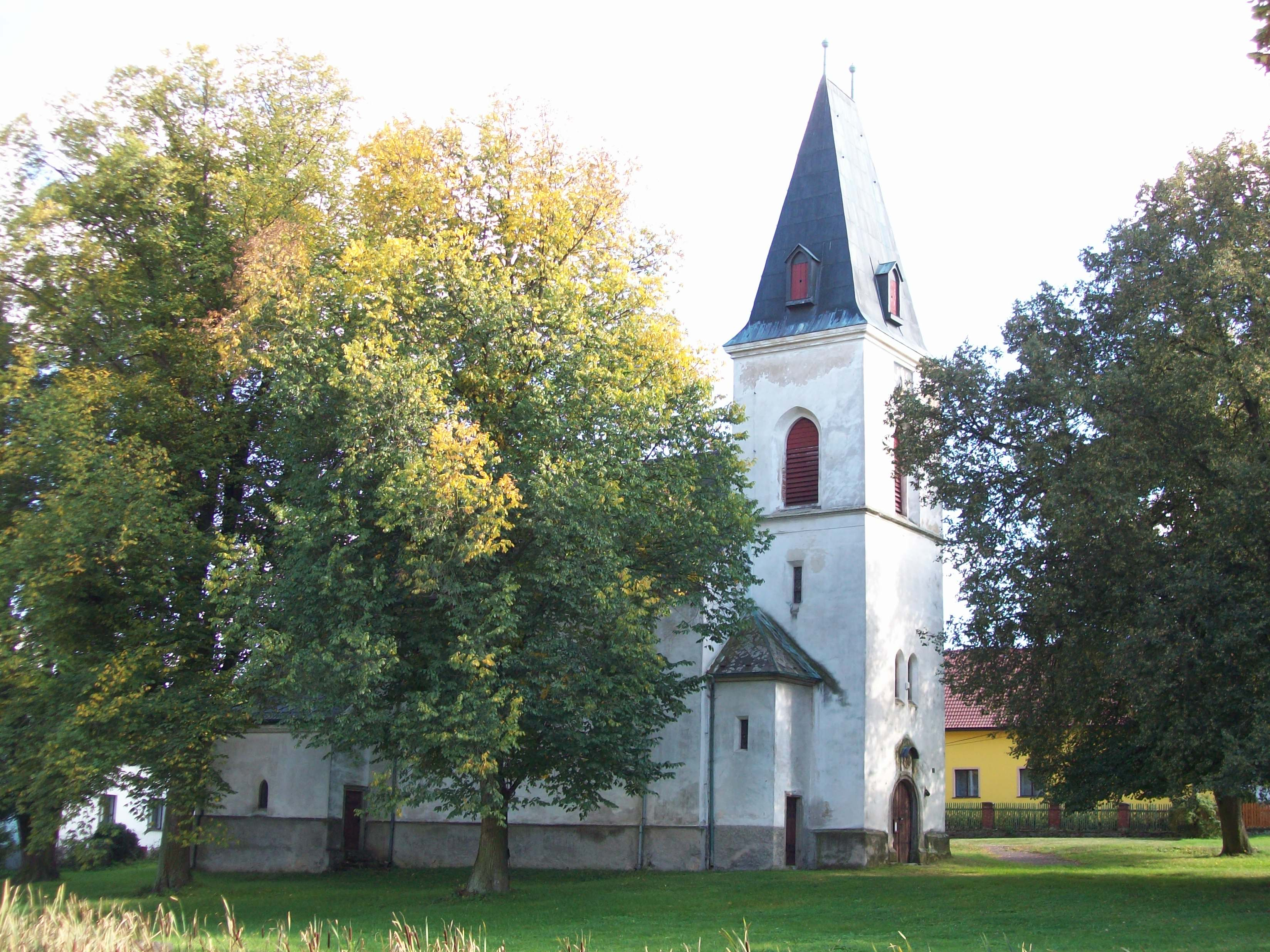
Kirche der hl. Dreifaltigkeit

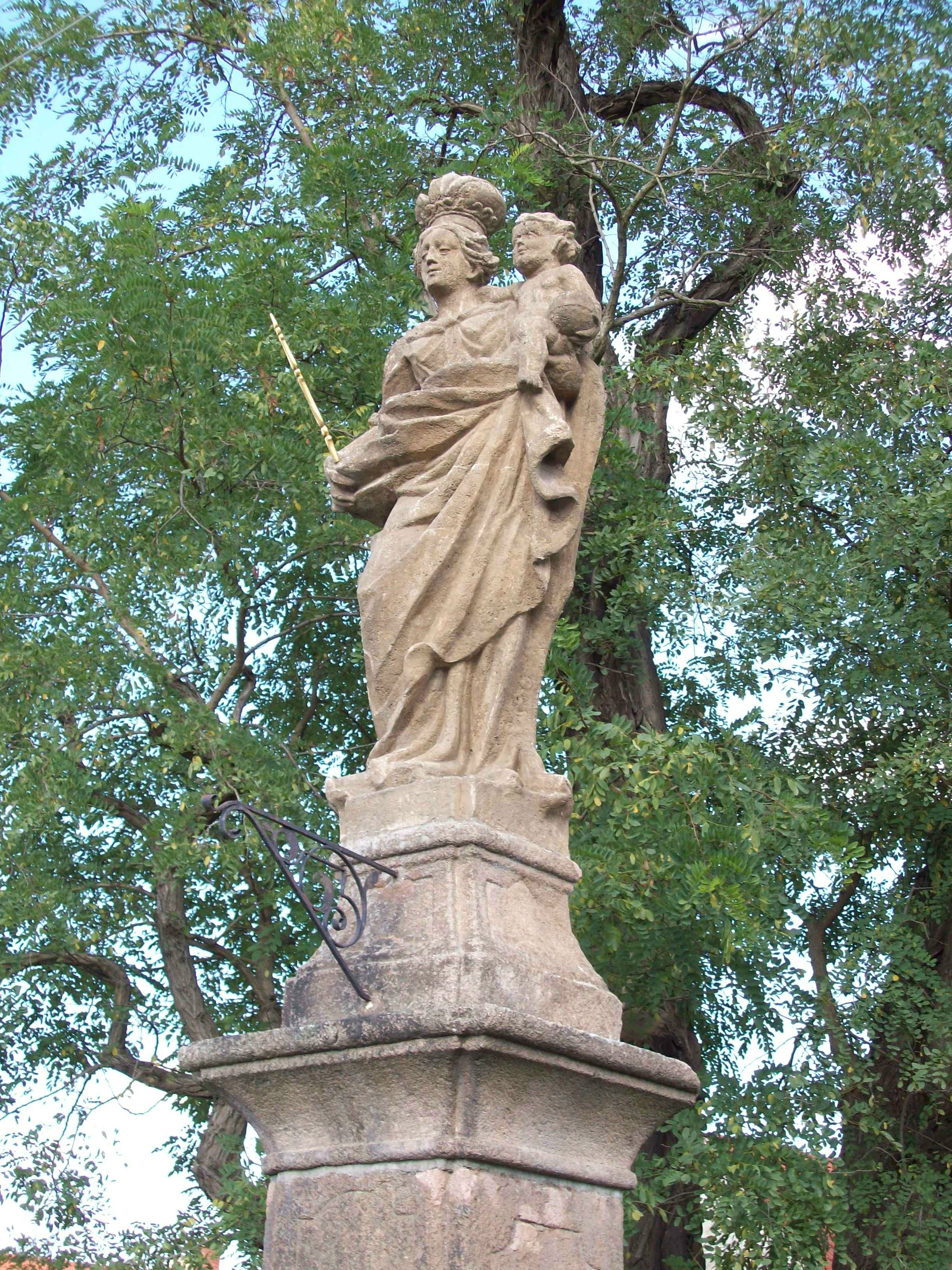
Statue der Jungfrau Maria Svatohorská

Mlečice (deutsch Mletschitz) ist eine Gemeinde in Tschechien. Sie liegt zehn Kilometer nordöstlich von Radnice (Radnitz) und gehört zum Okres Rokycany.

## Geographie
Das Platzdorf Mlečice befindet sich im Radnitzer Hügelland (Radnická pahorkatina) am Ausgang eines rechten Seitentals des Baches Mlečický potok. Gegen Osten liegt das bewaldete Tal des Baches Vejvanovský potok. Nördlich erhebt sich die Střežatka (434 m n.m.), im Nordosten die Dlouhá jáma (424 m n.m.) und die Lípa (504 m n.m.), östlich der Bráh (524 m n.m.) und der Radost (584 m n.m.), im Südosten der Svatý Vojtěch (492 m n.m.) und der Chlumec (489 m n.m.), südlich der Čihátko (467 m n.m.), im Südwesten die Homolka (474 m n.m.), westlich die Vrabčiny (454 m n.m.) sowie im Nordwesten der Hamouz (470 m n.m.). Durch den Ort verläuft die Staatsstraße II/235 zwischen Zbiroh und Rakovník. Mlečice liegt am Rande des Landschaftsschutzgebietes Křivoklátsko.
Nachbarorte sind Hamouz, Sádky, Zvíkovec und Podmokly im Norden, Bučiny, Čilá, Podmokelský Mlýn, Slap, Skryje und Bušohrad im Nordosten, Jankovský Mlýn und Ostrovec im Osten, Terezín, Lhotka, Třebnuška und Terešovská Huť im Südosten, Pod Bělkou und Terešov im Süden, Hlohovičky, Skoupý und Větrák im Südwesten, Prašný Újezd und Hřešihlavy im Westen sowie Rybárna, Lejskův-Kožíškův Mlýn, Hlince, Chlum und Dolany im Nordwesten.

## Geschichte
Die erste schriftliche Erwähnung von Bnečice erfolgte im Jahre 1227, als König Ottokar I. Přemysl das Dorf zusammen mit Bujesily dem Prager Kloster St. Georg, dem seine Halbschwester Agnes (Anežka) als Äbtissin vorstand, schenkte. Zum Ende des 13. Jahrhunderts wurde Benětice Teil der königlichen Burgherrschaft Týřov (Teyrzow). In der Mitte des 14. Jahrhunderts sind ein Vladikengut des Únor von Bnečic sowie eine Pfarrkirche nachweislich. In der nachfolgenden Zeit wurde Bnečice stark zersplittert; die Besitzer der verschiedenen Anteile waren von niederem Adel und wechselten oftmals. 1565 erwarben die Herren von Lobkowitz zusammen mit umliegenden Gütern auch die verschiedenen Anteile von Mlečice und schlugen diese ihrer Herrschaft Zbirow zu. Wegen seiner Beteiligung an den Aufstandsplänen gegen König Rudolf II. floh der Oberstlandeskämmerer Ladislaw Popel von Lobkowitz 1594 ins Ausland. Seine Herrschaft Zbirow wurde konfisziert und unter die Verwaltung der Böhmischen Kammer gestellt. Während des Dreißigjährigen Krieges erfolgte die Einquartierung kaiserlicher Söldner, die die Bewohner von Mlečice drangsalierten und das Dorf ausplünderten. Das Pfarrhaus brannte zu dieser Zeit nieder. In der berní rula von 1654 sind für Mlečice 17 Bauern und zwei Chalupner aufgeführt. Die älteste Nachricht über eine Schule stammt von 1677. 1785 bestand Mlecžicz aus 46 Häusern mit einer Kirche Mariä Himmelfahrt, die von einem Lokalkaplan administriert wurde.
Im Jahre 1848 bestand das im Berauner Kreis an der Grenze zum Pilsner Kreis gelegene Dorf Mletschitz bzw. Mlečice aus 57 Häusern mit 441 tschechischsprachigen Einwohnern. Unter herrschaftlichem Patronat stand die zur Pfarrei Drahno-Augezd gehörige Filialkirche Mariä Himmelfahrt. Im Ort gab es außerdem eine Expositenwohnung, eine Schule und ein Wirtshaus. Mletschitz war Pfarr- und Schulort für Ostrowetz, Lhotka, Hut (Terešovská Huť), Praschno-Augezd und Skaupy. Bis zur Mitte des 19. Jahrhunderts blieb Mletschitz der k.k. Montanherrschaft Zbirow untertänig.
Nach der Aufhebung der Patrimonialherrschaften bildete Mlečice / Mletschitz ab 1850 mit den Ortsteilen Lhotka und Ostrovec eine Gemeinde im Gerichtsbezirk Zbirow. 1868 wurde Mlečice dem Bezirk Hořowitz zugeordnet. Im Jahre 1869 bestand Mlečice aus 63 Häusern und hatte 429 Einwohner. Lhotka und Ostrovec lösten sich in den 1870er Jahren von Mlečice los und bildeten eigene Gemeinden. 1881 wurde der zweiklassige Unterricht aufgenommen. 1883 setzte in Mlečice eine rege Bautätigkeit ein. Zu dieser Zeit waren die meisten der Häuser gezimmert und mit Stroh gedeckt. Dies begünstigte den Ausbruch von Großbränden, wie den von 1885, der 23 Gehöfte und die Kirche in Schutt und Asche legte, so dass die Gemeinde einen Gemeindebrunnen anlegen ließ. Im Jahre 1887 erfolgte die Gründung der Gemeindebücherei Mlečice. Die Kinder aus Prašný Újezd und Skoupý wurden 1887 von Mlečice ausgeschult; für beide Dörfer wurde in Prašný Újezd eine Schule eröffnet. Zum 1. September 1896 wurde die Gemeinde Mlečice Teil des neu gebildeten Bezirks Rokitzan. Im Jahre 1900 hatte Mlečice 453 Einwohner, 1910 waren es 428.
Nach dem Ersten Weltkrieg zerfiel der Vielvölkerstaat Österreich-Ungarn, Mlečice wurde 1918 Teil der neu gebildeten Tschechoslowakischen Republik. Beim Zensus von 1921 lebten in den 78 Häusern der Gemeinde 369 Tschechen. Die Elektrifizierung des Dorfes erfolgte 1921, im selben Jahre wurde auch der Postbusverkehr aufgenommen. 1930 lebten in den 83 Häusern von Mlečice 363 Personen. Zwischen 1939 und 1945 gehörte die Gemeinde zum Protektorat Böhmen und Mähren. In den Jahren 1942 und 1943 gab es Verhandlungen über eine Zusammenlegung der Gemeinden Mlečice, Prašný Újezd und Kladruby, die jedoch wegen des Krieges nicht zum Abschluss kamen. Nach dem Ende des Zweiten Weltkrieges kam Mlečice zur wiedererrichteten Tschechoslowakei zurück. 1950 lebten in den 83 Häusern von Mlečice 268 Personen. Zum 1. Januar 1980 erfolgte die Eingemeindung von Bílá Skála, Lhotka, Ostrovec, Prašný Újezd, Skoupý, Terešov und Terešovská Huť; am 1. April desselben Jahre kamen noch Chlum. Bílá Skála, Terešov und Terešovská Huť lösten sich am 1. September 1990, Chlum, Lhotka und Ostrovec am 24. November 1990 wieder von Mlečice los. 1991 lebten in den 97 Häusern von Mlečice 265 Personen. Beim Zensus von 2011 hatte die Gemeinde 283 Einwohner und bestand aus 160 Wohnhäusern; davon lebten 210 in Mlečice (101 Häuser), 41 in Prašný Újezd (39 Häuser) sowie 32 in Skoupý (20 Häuser).

## Ortsgliederung
Die Gemeinde Mlečice besteht aus den Ortsteilen Mlečice (Mletschitz), Prašný Újezd (Praschno Augezd) und Skoupý (Skoup). Zu Mlečice gehören zudem die Einschichten Fatěra, Pod Bělkou, Suchomelka, U Skály und Větrák.
Das Gemeindegebiet gliedert sich in die Katastralbezirke Mlečice (783 ha) und Prašný Újezd (285 ha).

## Sehenswürdigkeiten
- Kirche der hl. Dreifaltigkeit in Mlečice, sie wurde 1344 als Pfarrkirche erwähnt und war ursprünglich Mariä Himmelfahrt geweiht. Der im 14. Jahrhundert errichtete, ursprünglich gotische Bau wurde nach dem Brand von 1885 im Jahre 1896 im pseudogotischen Stil wiederaufgebaut. Über dem Portal befindet sich ein Relief mit Christuskopf. Sie ist als Kulturdenkmal geschützt.[6]
- Pfarrhaus in Mlečice
- Statue der Jungfrau Maria Svatohorská in Mlečice, geschaffen zu Beginn des 19. Jahrhunderts, Kulturdenkmal. 1998 wurde auf dem Dorfplatz eine Kopie aufgestellt.
- Denkmal für die 16 Gefallenen des Ersten Weltkriegs, mit Skulptur einer weinenden Frau, enthüllt 1926 auf dem Dorfplatz vor dem Haus Nr. 32.
- Schloss Prašný Újezd, es wurde am Übergang vom 17. zum 18. Jahrhundert für Martin von Alleman  errichtet. Unter Rüdiger von Stillfried-Rattonitz erfolgten zwischen 1822 und 1832 eine Abstockung des eingeschossigen Gebäudes und die Anlegung eines Parks mit Zier- und Gemüsegarten. Das heute ebenerdige Bauwerk mit Doppelwalmdach ist als Kulturdenkmal geschützt. Es ist ungenutzt und verfällt.[7]
- Kapelle auf dem Dorfanger von Prašný Újezd
- Gedenkstein für die Gefallenen des Ersten Weltkriegs in Prašný Újezd
- Kapelle auf dem Dorfanger von Skoupý